# 訥德拉克
訥德拉克（羅馬尼亞語：Nădlac，羅馬尼亞語發音：[nədˈlak]）是羅馬尼亞的城鎮，位於該國西部，距離首府阿拉德45公里，由阿拉德縣負責管轄，面積133.15平方公里，海拔高度93米，2007年人口8,021，大多數居民信奉東正教和信義宗。

## 外部連結
- Site in Slovak